# 愛河之心駅
愛河ノ心駅（あいがのしんえき）は台湾高雄市鼓山区龍子里にある高雄捷運環状軽軌（高雄ライトレール）の駅。駅番号はC24。博愛路と大順路の交差点両側に位置する。

## 歴史
初期計画時の仮称は「新市政中心」。
- 2018年8月22日 - 駅名決定[2][注 1]
- 2022年10月5日 - 開業[4][5]。
- 2023年11月26日 - 本駅以東延伸区間の総合試運転に伴い、1週間客扱いを下車のみに限定し、乗車客は隣の龍華国小駅とを結ぶ無料バスでの振替輸送となった[6]。
- 2024年1月1日 - 凱旋公園駅までの延伸開業に伴い博愛路東側の外回りホームが供用され、中間駅となる[7]。

## 駅構造
相対式ホーム2面2線の地上駅。ホームは大順路の中央分離帯にあり、博愛路との交差点を境にのりばが東西に分かれている（2023年までは西側ホームのみ使用）。客家式剪紙をテーマにした駅舎が特徴。